# Кајнес (Болцано)
Кајнес је насеље у Италији у округу Болцано, региону Трентино-Јужни Тирол.
Према процени из 2011. у насељу је живело 278 становника. Насеље се налази на надморској висини од 579 м.